# Batraul
Batraul (nep. बत्रौल) – gaun wikas samiti w środkowej części Nepalu  w strefie Dźanakpur w dystrykcie Sarlahi. Według nepalskiego spisu powszechnego z 2001 roku liczył on 646 gospodarstw domowych i 3842 mieszkańców (1858 kobiet i 1984 mężczyzn).